# Стінолаз
Стінолаз (Tichodroma muraria) — невеликий горобцеподібний птах, що поширений в гірських районах Євразії. Єдиний представник свого роду (Tichodroma) та, за деякими класифікаціями, родини стінолазових (Tichodromidae), хоча інші відносять його до родини повзикових (Sittidae). В Україні рідкісний залітний птах Карпат і Криму.

## Опис

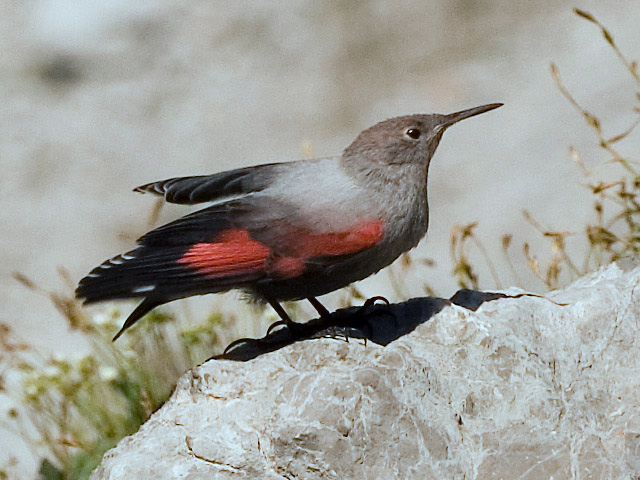

Загальна довжина 15.5-18 см, маса тіла 15-19 грам, розмах крил 27-32 см. Довжина крила самців 97-106 мм, самок 85-102 мм. Голос — низький свист «цііуу».
Спина темно-сіра, горло чорне, черевце чорно-сіре, темніше, ніж спина; першорядні махові пера мають округлі білі плями; верхні криючі пір'я крила і частково махові пера — червоні. У молодих птахів і птахів у зимовому оперенні горло білувате, верх голови буруватий; райдужна оболонка ока коричнева.
Стінолази тримаються виключно у високих скелястих горах, вибираючи найкрутіші і найдикіші кручі та урвища. Тут вони з надзвичайною швидкістю і спритністю лазять по стінах круч і обривів; при цьому птах не спирається на хвіст, а допомагає собі швидкими помахами крил.
Стінолаз утворює особливу родину стінолазових (Tichodromidae), де є єдиним видом, хоча інші відносять його до родини повзикових (Sittidae). 
Він часто змінює місце проживання і веде поодинокий спосіб життя, проганяючи з території представників свого виду.
У польоті нагадує великого яскравого метелика.
Живиться комахами, яких збирає на урвищах, не любить спускатися на землю. Дрібних жуків і павуків ловить в повітрі.

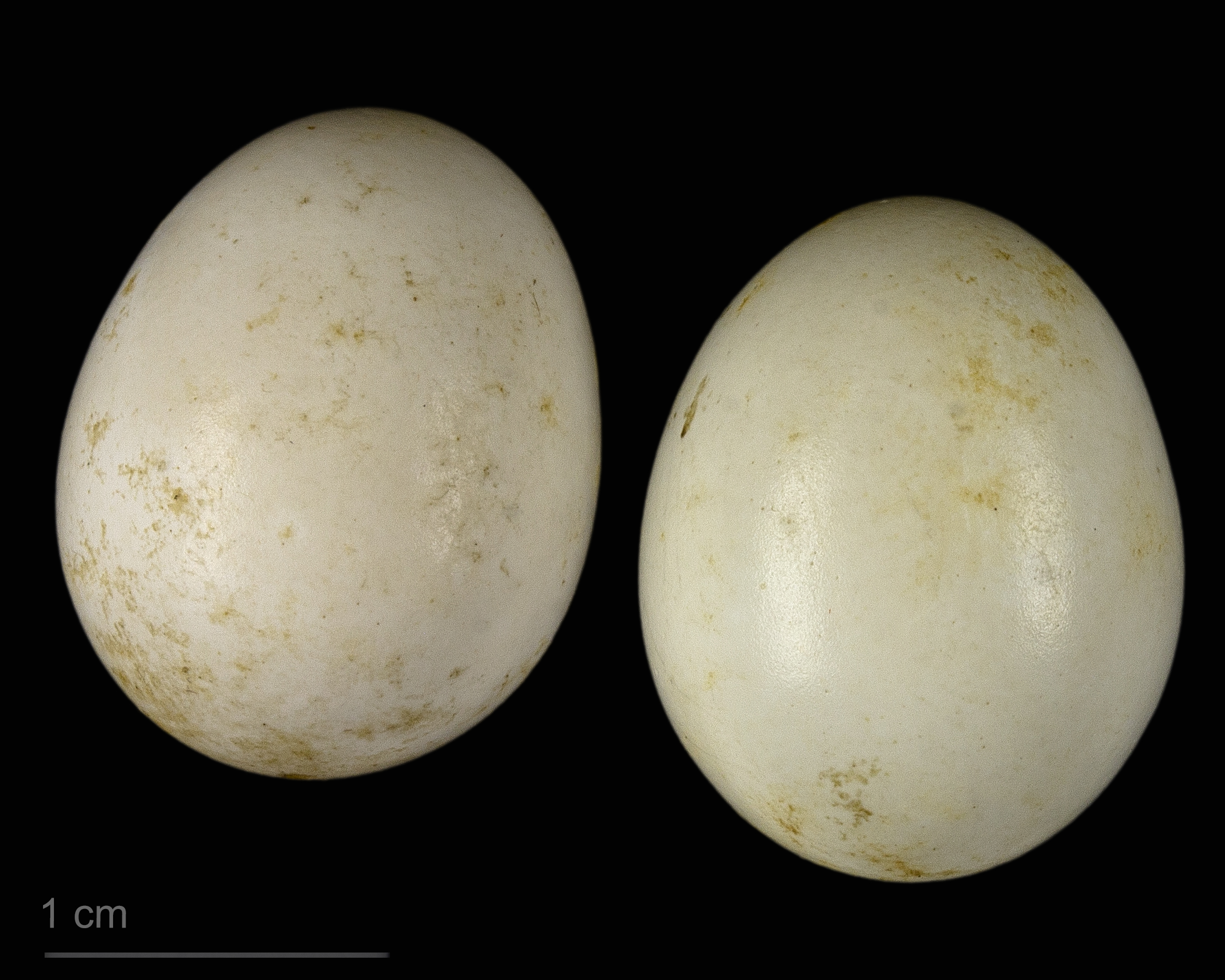
яйце Tichodroma muraria - Тулузький музей

## Стінолаз у мистецтві
Один з персонажів трилогії Анджея Сапковського «Сага про Рейневана» Біркарт фон Грелленорт — маг-чорнокнижник, алхімік, і некромант, організатор і командир Чорних Вершників, руками яких єпископ Конрад, намісник імператора Священної Римської імперії знищує запідозрених у співчутті гуситам жителів Сілезії, за необхідності перетворюється на велетенського стінолаза.